# Théâtre de la Reine

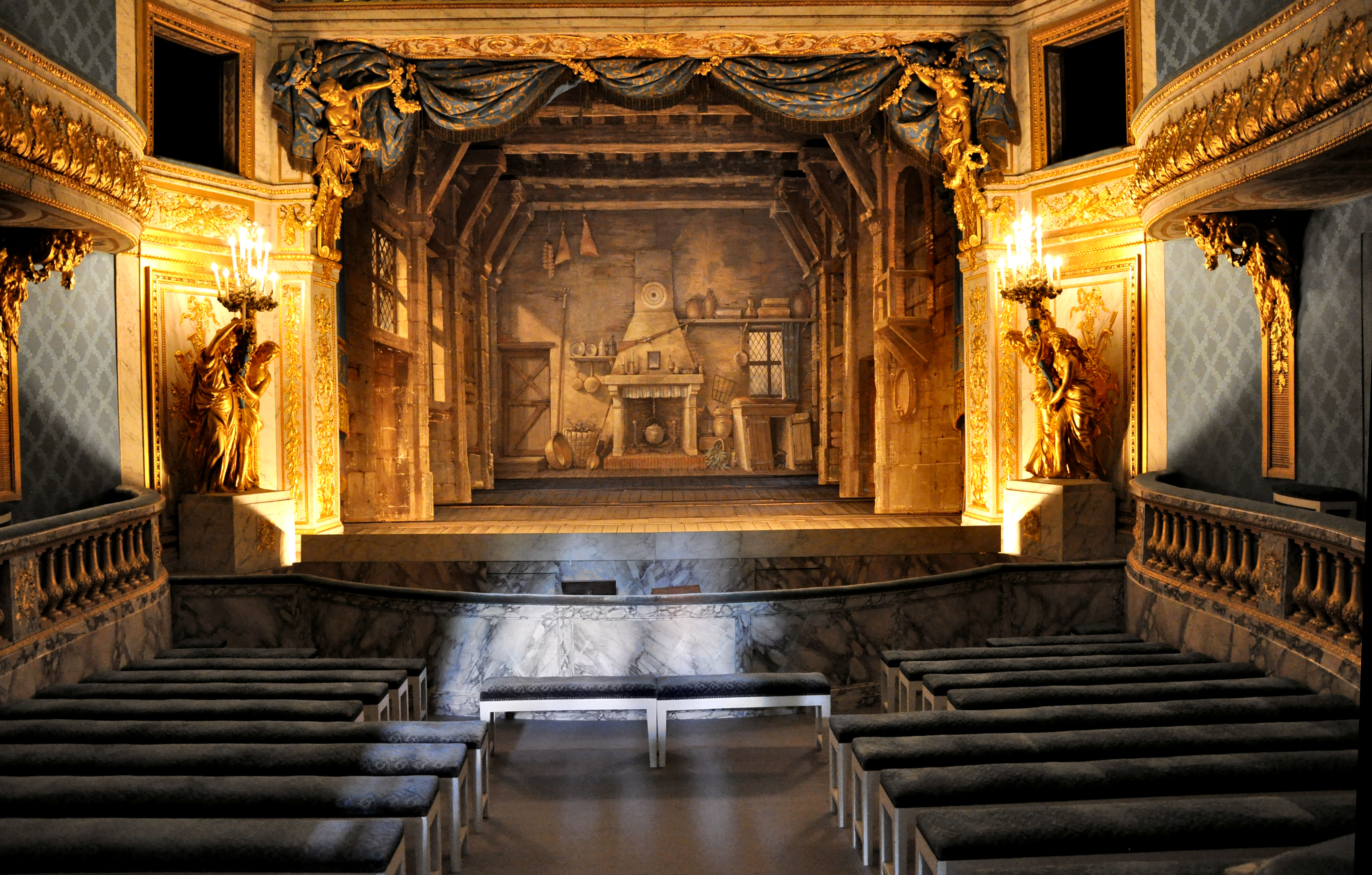
Interno del teatro (decorazione della La Chaumière (capanna)

Il théâtre de la Reine è un teatro costruito per la regina Maria Antonietta dall'architetto Richard Mique tra il giugno 1778 e il luglio 1779. Si trova nel complesso del Petit Trianon, nel parco del castello di Versailles, nascosto tra gli alberi di noce del Jardin Français e gli alti alberi del Jardin Alpin. L'esterno molto semplice dell'edificio contrasta con le decorazioni molto sofisticate dell'interno, tappezzato di seta e velluto blu con sculture dorate.  Fu inaugurato nel 1780, dieci anni dopo l'apertura del "Grand théâtre" come era chiamata l'Opéra reale di Versailles.
Questo piccolo teatro è per la Regina un luogo segreto, lontano dalla corte di Versailles e dai suoi problemi. La regina stessa vi recita, assieme ad una compagnia di suoi intimi, in ricordo della sua passione per il teatro e la declamazione che coltiva fin da piccola. Vengono messi in scena autori alla moda, alcuni dei quali (come Beaumarchais) proibiti a corte. La scena, grande il doppio della sala, e i macchinari teatrali (complessi e all'avanguardia) sono opera di Boullet, macchinista dell'Opéra di Parigi.
Il teatro, ritenuto privo di valore, fu risparmiato dalla Rivoluzione francese. Varie regine e imperatrici come Maria Luisa, Maria Amalia et Eugenia, utilizzaronodurante il XIX secolo questo luogo, ritenuto in qualche modo appannaggio femminile. Annesso al museo, è assai poco visitato, e a parte qualche campagna di restauro è rimasto intatto sino ad oggi, compresi i suoi macchinari che costituiscono un esemplare quasi unico.

## Storia
Maria Antonietta aveva la passione del teatro, molto diffusa nell'alta società francese. Prima di lei, anche Luigi XIV era stato un appassionato che non si negava il piacere di salire lui stesso sulla scena. Madame de Pompadour continuò la tradizione e divenne una vedette degli spettacoli, riservati a pochi privilegiati, che si svolgevano ai piedi della Scala degli Ambasciatori. Maria Antonietta, in gran segreto, aveva anche costituito una piccola compagnia formata da suoi parenti, che si divertiva a recitare in qualche sala dell'ammezzato i migliori pezzi del repertorio della Comédie Française. Questo le ricordava i corsi di dizione che sua madre Maria Teresa le aveva fatto seguire per migliorare la sua pronuncia francese. Una volta regina, fu incaricata da Luigi XVI di dirigere la programmazione del teatro di corte, che lei adeguò al gusto contemporaneo.
L'Opéra di Versailles era un teatro di corte dove si recitava solo nelle circostanze più solenni; al contrario il «théâtre de société », che esisteva in molte residenze di campagna, era destinato agli amici e ai parenti, che si dedicavano al gioco teatrale. Nell'aprile 1775, la Regina fece costruire nella galleria del Grand Trianon un teatro provvisorio con uno spogliatoio, una sala semicircolare, un proscenio e una scena mobile. In agosto vi furono recitate La Belle Femme e il Duel comique. La Regina non era però soddisfatta di questa installazione e nella primavera seguente fece spostare le strutture nell'orangerie del Petit Trianon. Qui si svolse il 23 luglio una rappresentazione cui assistettero il Re, i suoi fratelli, la contessa di Provenza e le « Mesdames de France ». Alla rappresentazione contribuirono la Comédie française e la Comédie italienne.

## Il Teatro e la Compagnia della Regina

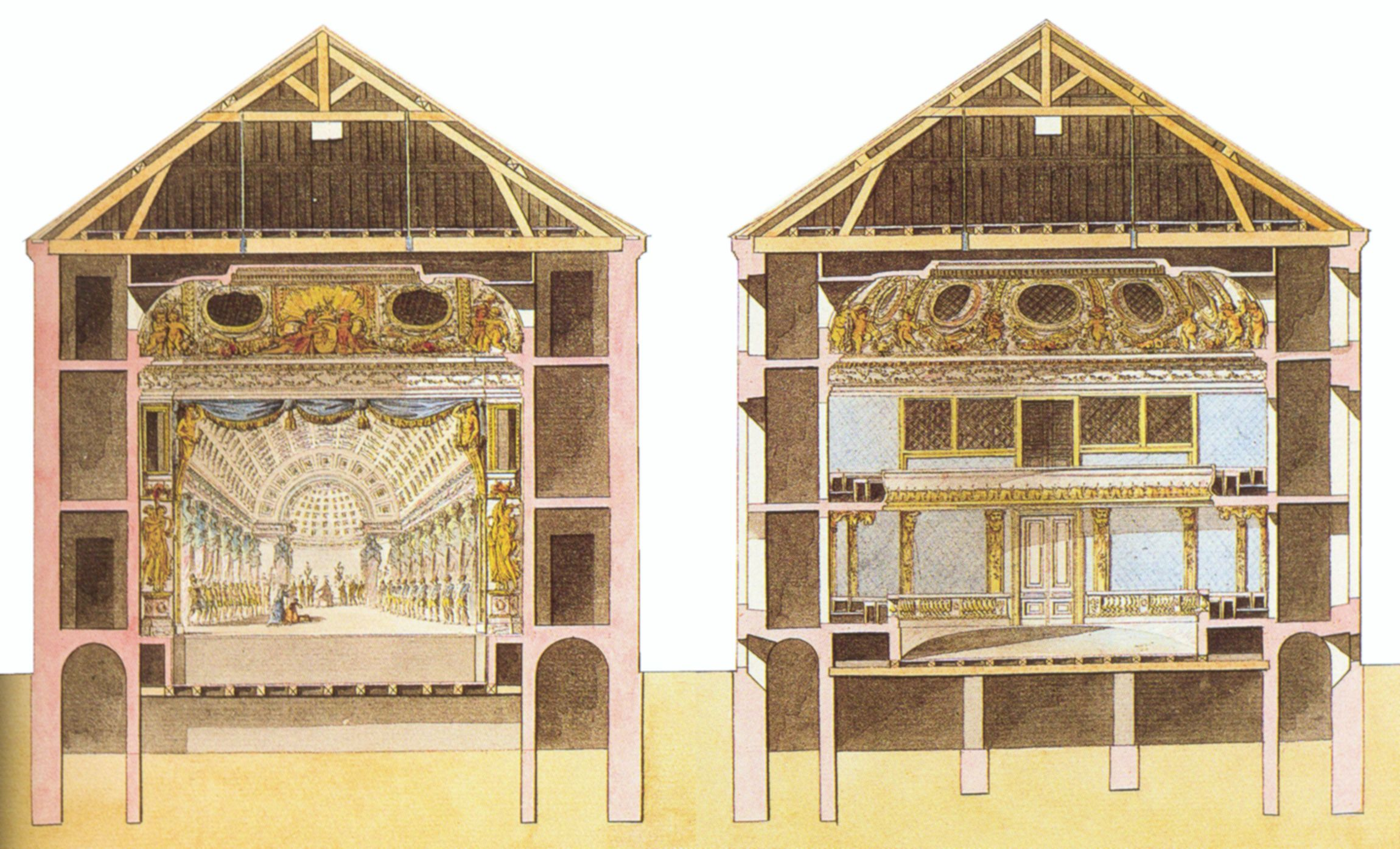
Sezioni trasversali del théâtre de la Reine, acquarello di Claude-Louis Châtelet, circa 1785.

Questa semplice installazione non aveva macchine di scena o scenografie, che venivano allestite rapidamente nella ménagerie quando servivano. Durante il 1777, Maria Antonietta ordinò a Richard Mique di presentarle un progetto, ispirato alla piccola sala del castello di Choisy eseguito da Gabriel. Il progetto fu subito approvato e i lavori iniziarono nel giugno 1778. Fu utilizzata l'area di una vecchia serra del giardino botanico di Luigi XV, qualche metro a est della ménagerie. Doveva essere nascosto dai tigli e dai noci del Jardin français e dalla «montagna» del Jardin alpin, per non avere il carattere ribelle che la Chiesa attribuiva ai teatri.La costruzione si presentava come un semplice volume rettangolare in pietra molare, senza alcuna decorazione e con un tetto in ardesia. L'ingresso fu però progettato con cura, inquadrato da due colonne ioniche che reggevano un frontone triangolare ornato, sul timpano, da un putto alato. Per collegarlo alla «Allée Neuve» fu eretta una struttura graticciata coperta da una tela grigia, che permetteva di raggiungere il teatro al riparo dalle intemperie e soprattutto dal sole, così da conservare l'apprezzata carnagione bianca (teint de lait).

Lo scultore Joseph Deschamps aveva proposto di inserire nel frontone gli attributi dei quattro generi teatrali: lirica, epica, tragedia e commedia. Si preferì però il bimbo coronato d'alloro che suona una lira, che venne scolpito in pietra di Conflans. Gli emblemi della tragedia e della commedia furono tuttavia inseriti ai due lati. L'interno fu invece riccamente decorato, almeno in apparenza, dato che le sculture di Deschamps erano in cartapesta o gesso, con largo uso del trompe-l'œil nei dipinti. La Regina aveva infatti promesso che la spesa sarebbe stata ridotta; il Re d'altra parte non esitò a fare ricorso alle proprie risorse private per partecipare alle spese di decorazione e mobilio, il costo dei quali (non pervenuto) fu pagato al mobiliere capo Bonnefoy du Plan. La costruzione costò 141200 lire. Il sipario di proscenio, unico lusso tra i decori, era di taffetà blu con frange d'oro. Il macchinista Pierre Boullet, ispettore dei teatri reali e allievo di Blaise-Henri Arnoult, aveva installato i macchinari di scena più moderni. Il dipinto sul soffitto, eseguito da Lagrenée e raffigurante Apollo tra le Grazie e le Muse, fu terminato nel luglio 1779.

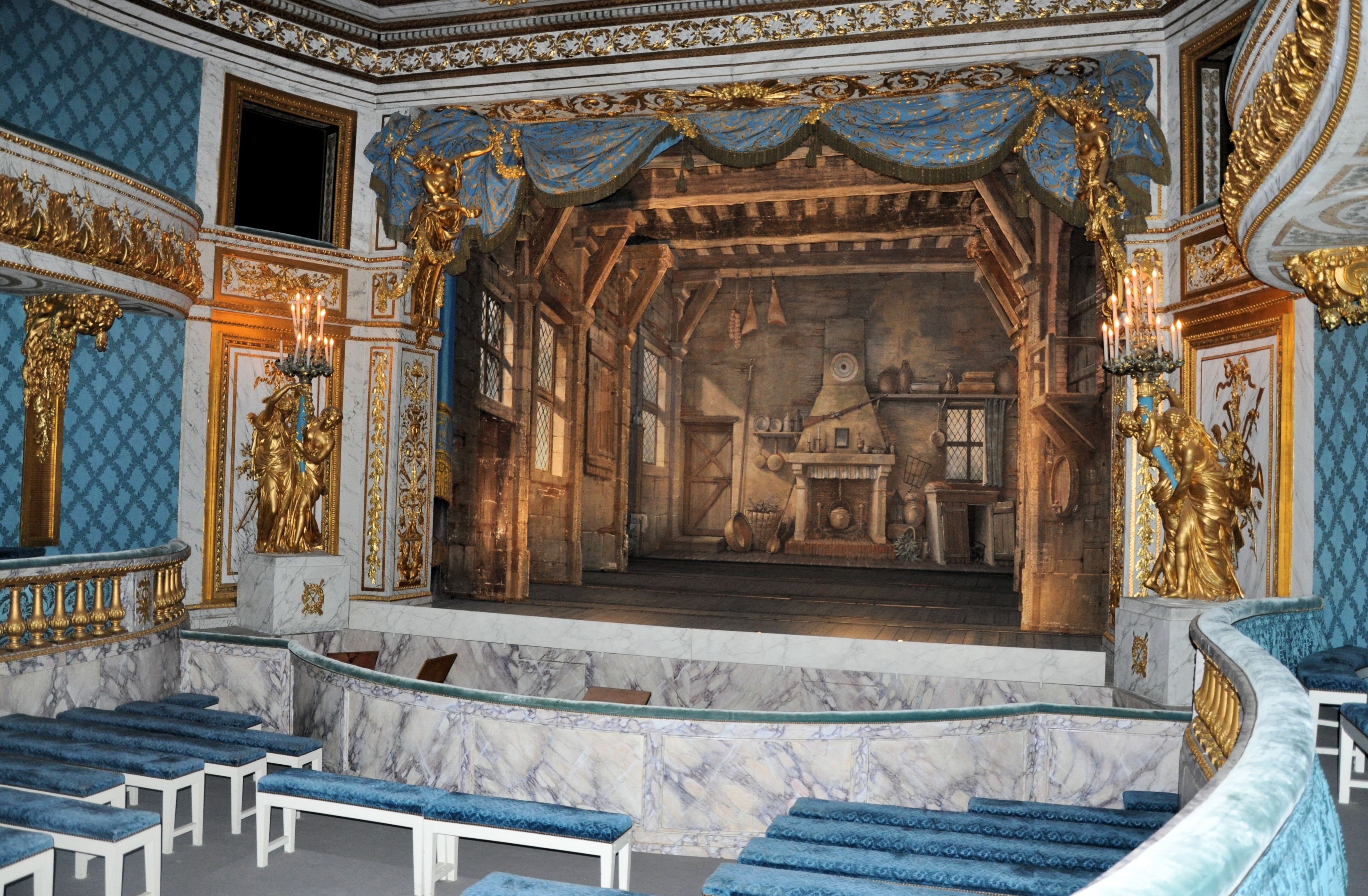
La sala e la scena del Petit théâtre.

La prima rappresentazione al théâtre de la Reine ebbe luogo il 1º giugno 1780 e l'inaugurazione solenne il 1º agosto. La regina insistette perché fosse un evento privato, e la compagnia si limitò a qualche membro della famiglia reale e a suoi intimi, a rischio di suscitare gelosie e rancori: fu chiamata infatti la "Compagnia dei Signori". I membri del seguito, le dame di palazzo e gli alti funzionari non furono invitati, e il pubblico in platea era formato da personale di servizio di basso rango; questi peraltro, ancorché poco considerati, non si trattennero dal criticare lo spettacolo, ritenuto assai mediocre. La Regina riuscì a ottenere qualche strappo rispetto al protocollo di corte, che esigeva per esempio che non si applaudisse in presenza dei reali. Questi spettacoli, cui assisteva con assiduità il Re, volevano essere più che altro uno svago e venivano seguiti dalla cena della famiglia reale dopo le nove di sera. Si trattava comunque di spettacoli con testi e musiche moderne, al contrario che per l'Opéra royal, riservata alla musica antica. Il teatro non restò estraneo alla quérelle tra i seguaci di Gluck e quelli di Piccinni, ma le rappresentazioni erano soprattutto commedie: l'opera italiana restò ai margini. La Regina, che amava cantare lei stessa con una voce che si definiva ben impostata e fresca, ascoltava i suoi compositori preferiti come André Grétry, il suo directeur de la musique particulière, o François-Joseph Gossec. Il responsabile del teatro era Pierre-Dominique Bertholet, suocero di madame Campan, dama di compagnia della Regina.

## Descrizione dell'interno

Pianta del pianterreno del théâtre de la Reine

A. Entrata principale.
B. Atrio.
C. Foyer ottagonale
D. Platea circondata dai palchi.
E. Buca dell'orchestra.
F. Scena.
G. Locali e scene.
Si entra nel teatro attraverso un atrio ed emiciclo che porta da un lato a due locali in successione e, a destra, verso i piani superiori. Il primo locale, il foyer, di forma ottagonale, si apre sulla sala principale con una porta dotata di una bella serratura. . Sopra la porta, bassorilievi delle Muse, opera di Joseph Deschamps.
La sala, di forma ovale, è tappezzata di moiré e velluto blu, come anche le balaustre e i sedili. Ha due ordini di palchi con una platea al di sotto, inquadrata da due conche circondate da balaustre. L'orchestra la separa da una scena di ampiezza inaspettata, che permetta la messa in scena di molte forme di spettacolo grazie a complessi macchinari e sistemi di pulegge. Al ballatoio sono ancora fissate tele ed elementi scenici del XVIII secolo. Dal sottopalco si aziona un grande verricello che da una parte comanda le funi che permettono il movimento delle scene su telai scorrevoli e, dall'altro lato, fa scendere le strutture sospese da cui si calano i fondali. In origine l'illuminazione della ribalta era ottenuta con ottanta candele che si riflettevano su rame argentato Per evitare che le candele si spegnessero all'alzarsi del sipario, la ribalta aveva un meccanismo che permetteva di alzarla al di sopra della scena all'inizio della rappresentazione. Questo era anche il segnale di inizio dello spettacolo. Le quinte scorrevoli sono anch'esse illuminate dietro ciascun pannello. L'illuminazione della sala era assicurata da numerose lampade ad olio poste in involucri di latta sulle cornici.
Il golfo mistico  può contenere ventidue musicisti e la sala può ospitare circa duecento persone. La buca del suggeritore è posta al centro dell'avanscena: questa è un'aggiunta del XIX secolo perché il suggeritore, ai tempi dell'Ancien Régime, stava in quinta. La balconata è sostenuta da una scultura a forma di spoglie di leone e la seconda galleria è decorata da un fregio di acanto.

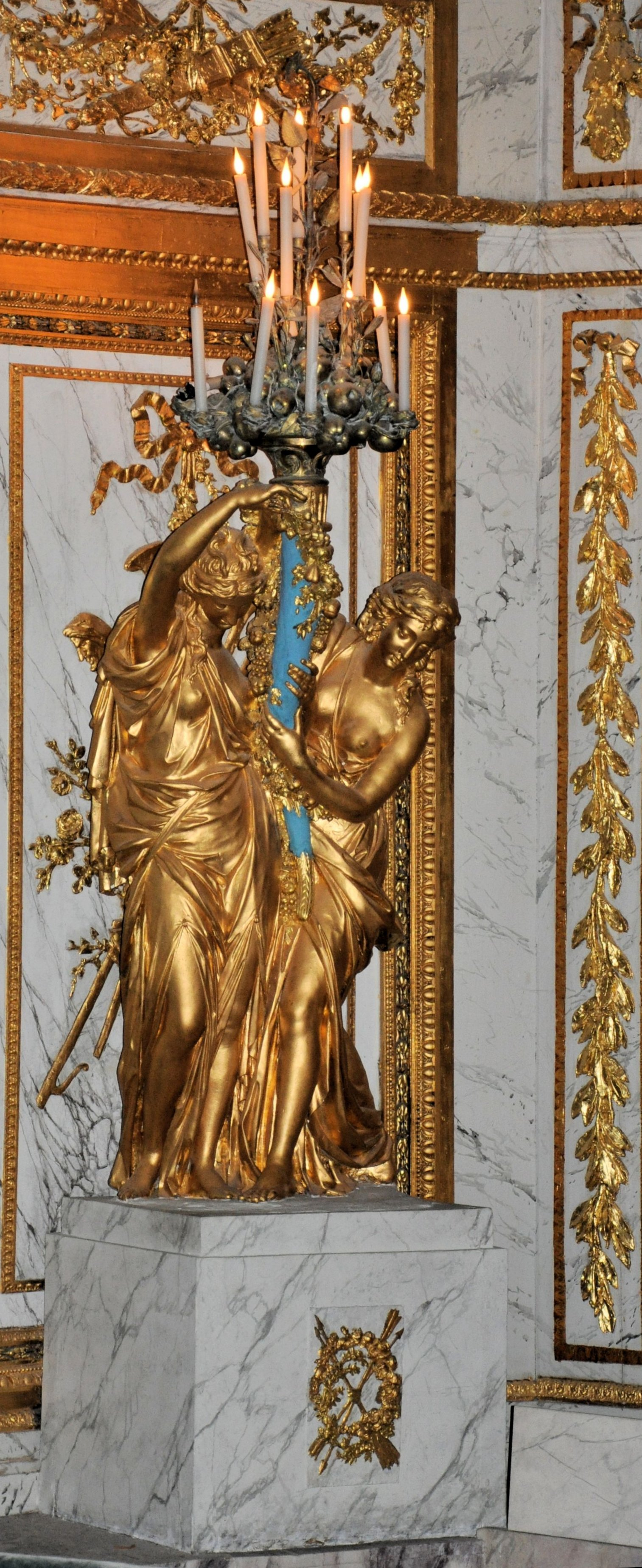
Figure femminili che reggono un candelabro.

Il teatro è decorato con sculture realizzate -per economia- in cartapesta ricoperta di ori gialli e verdi. L'oro giallo è ottenuto a partire da foglia di rame, quello verde a partire da foglia d'oro. I pannelli sono dipinti a falso marmo bianco venato: fu il decoratore Boquet a realizzare questi dipinti. Nelle volte degli archi, dodici œils-de-bœuf separati da putti che reggono ghirlande di fiori e frutta. Come ornamento ai due lati del boccascena, sculture con due donne che reggono un candelabro.
Il sipario in velluto blu è sostenuto da due busti femminili che escono da due guaine. La volta frontale comprende due œils-de-bœuf e, tra di essi, l'emblema della Regina retto da due Muse sdraiate.  Il soffitto, dipinto da un originale di Jean-Jacques Lagrenée rappresenta Apollo tra le nuvole, accompagnato da Grazie e Muse attorno alle quali volteggiano Putti che reggono fiaccole.

## Galleria d'immagini

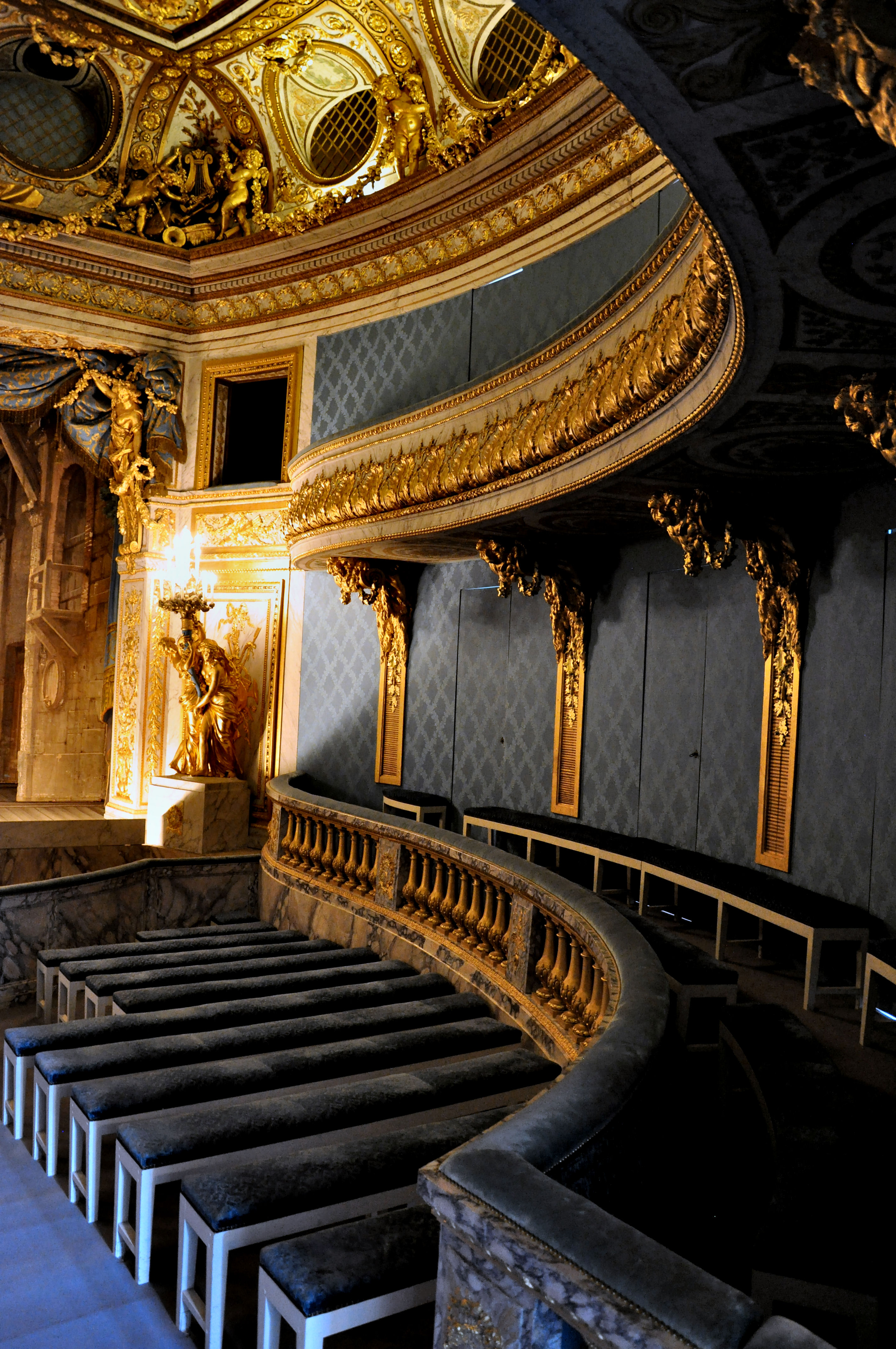
Lato cortile
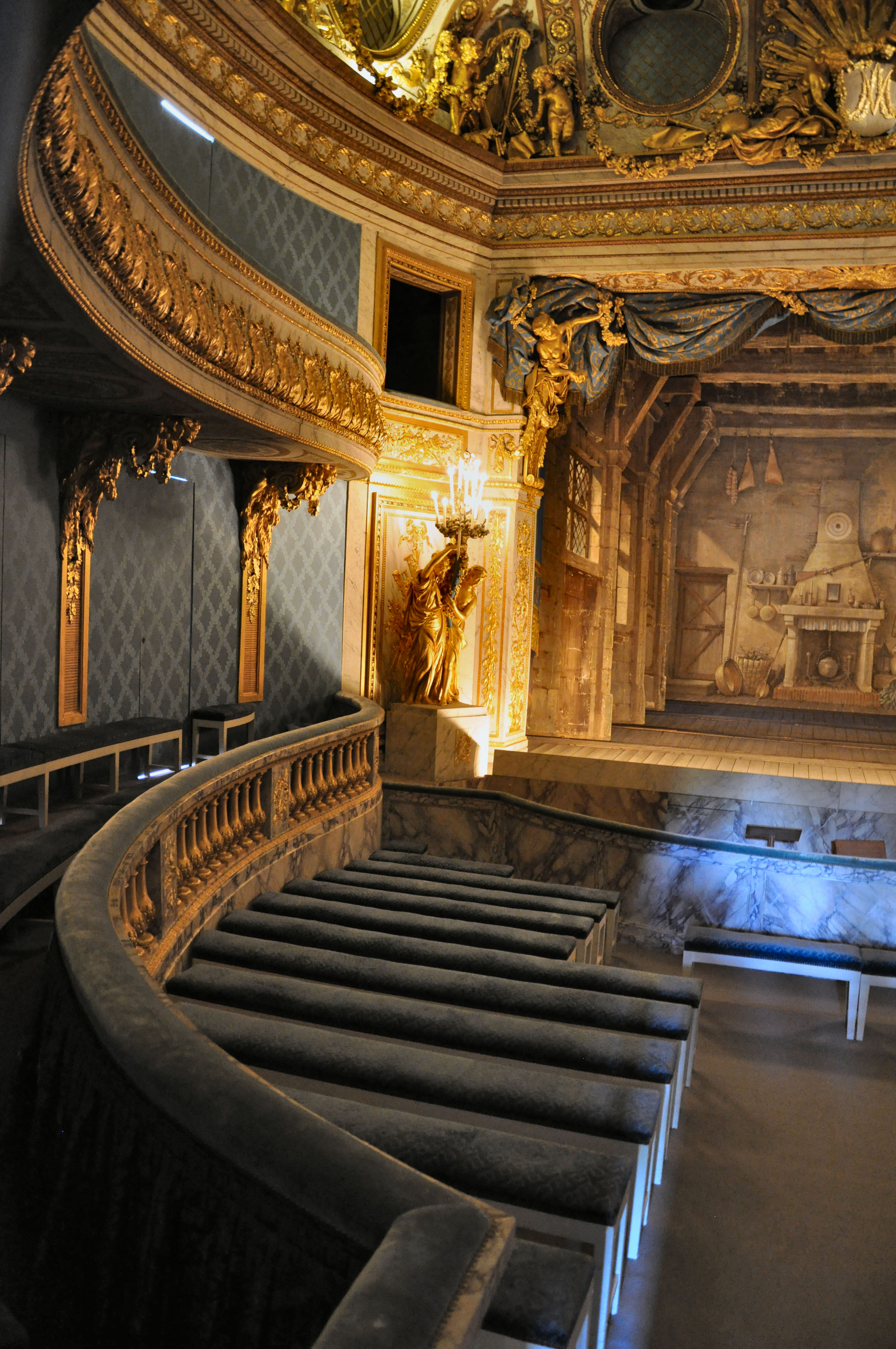
Lato giardino
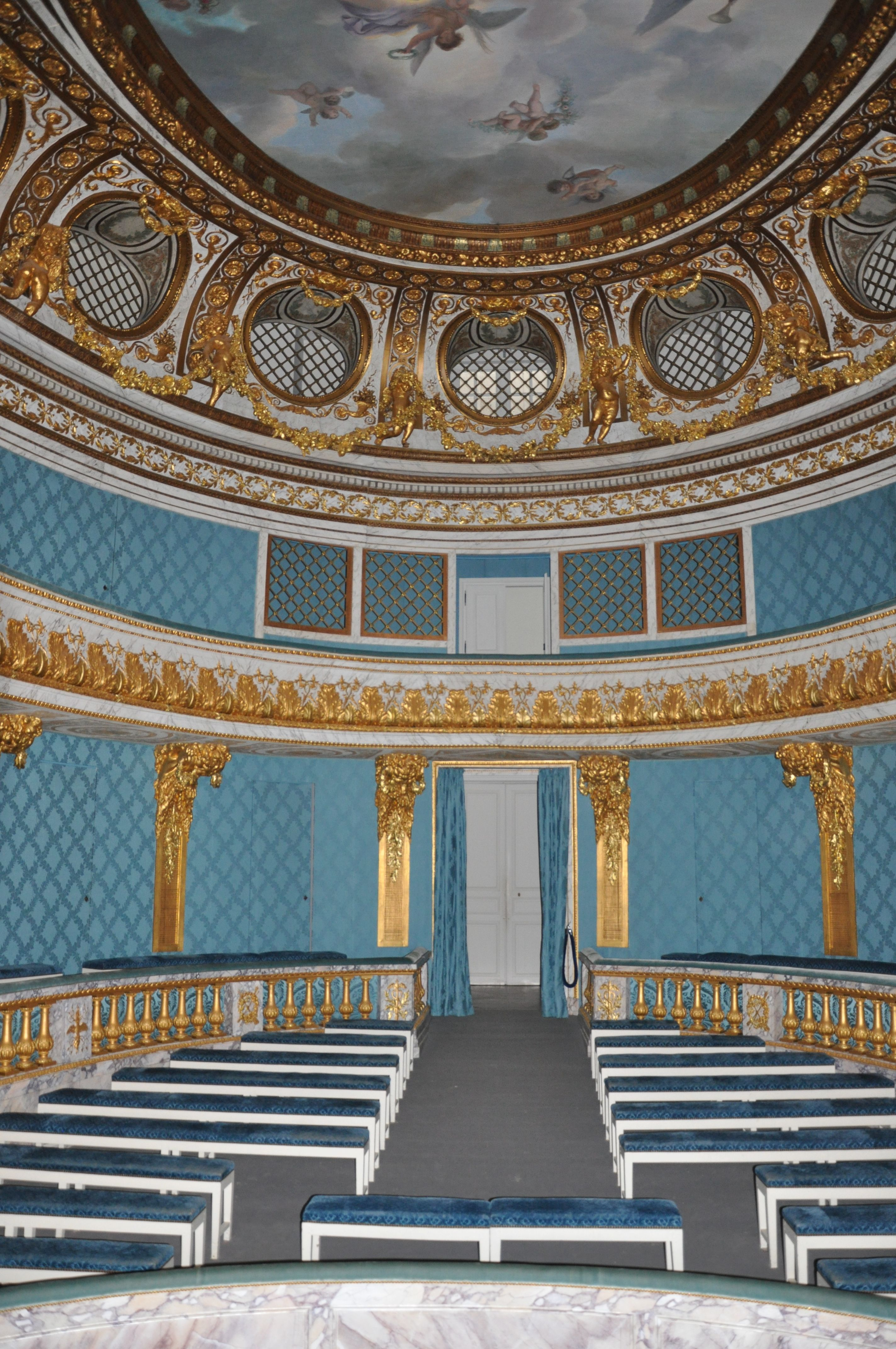
Sala vista dalla scena
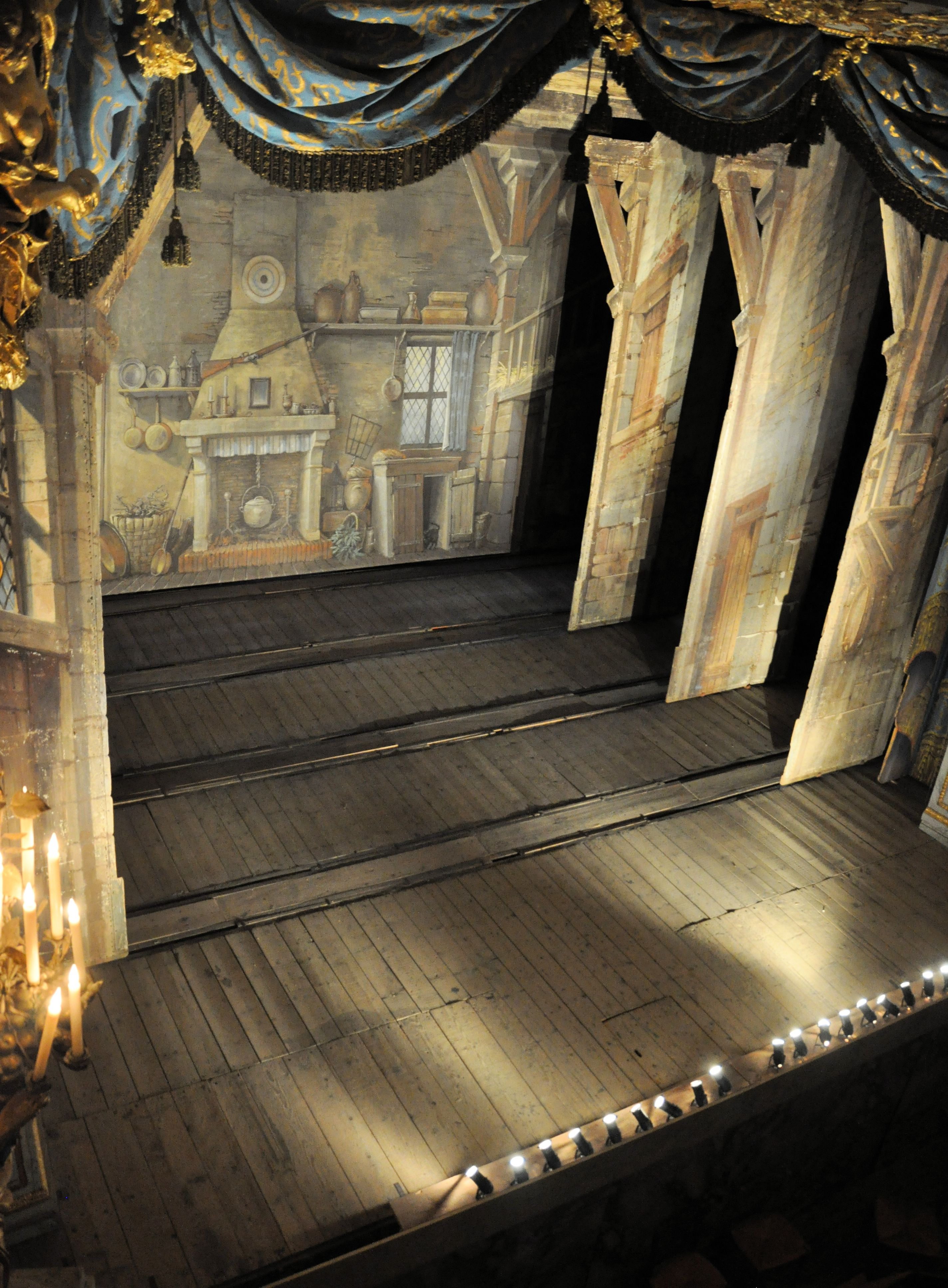
Scène vue depuis le poulailler
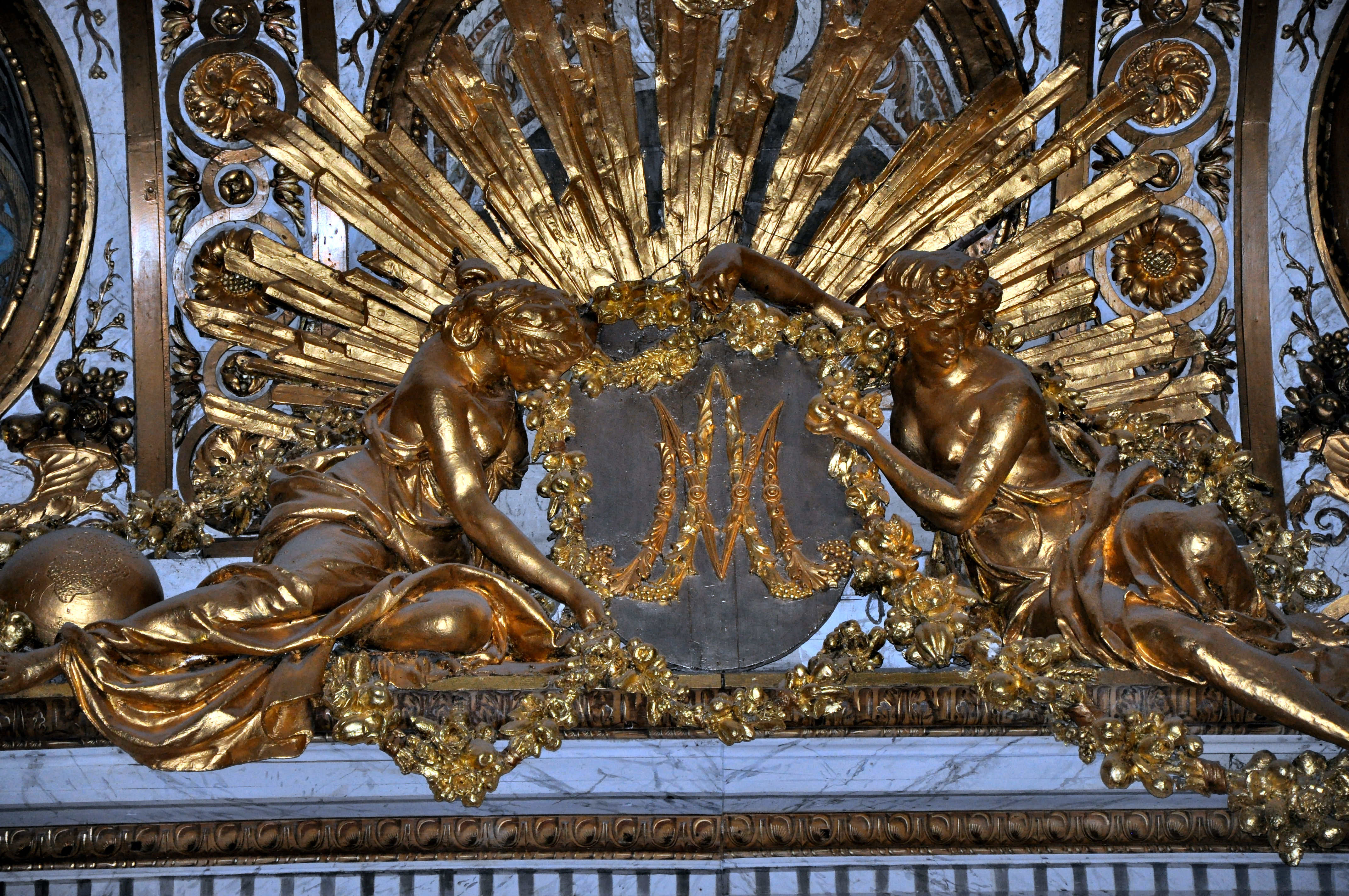
Monogramma di Maria Antonietta
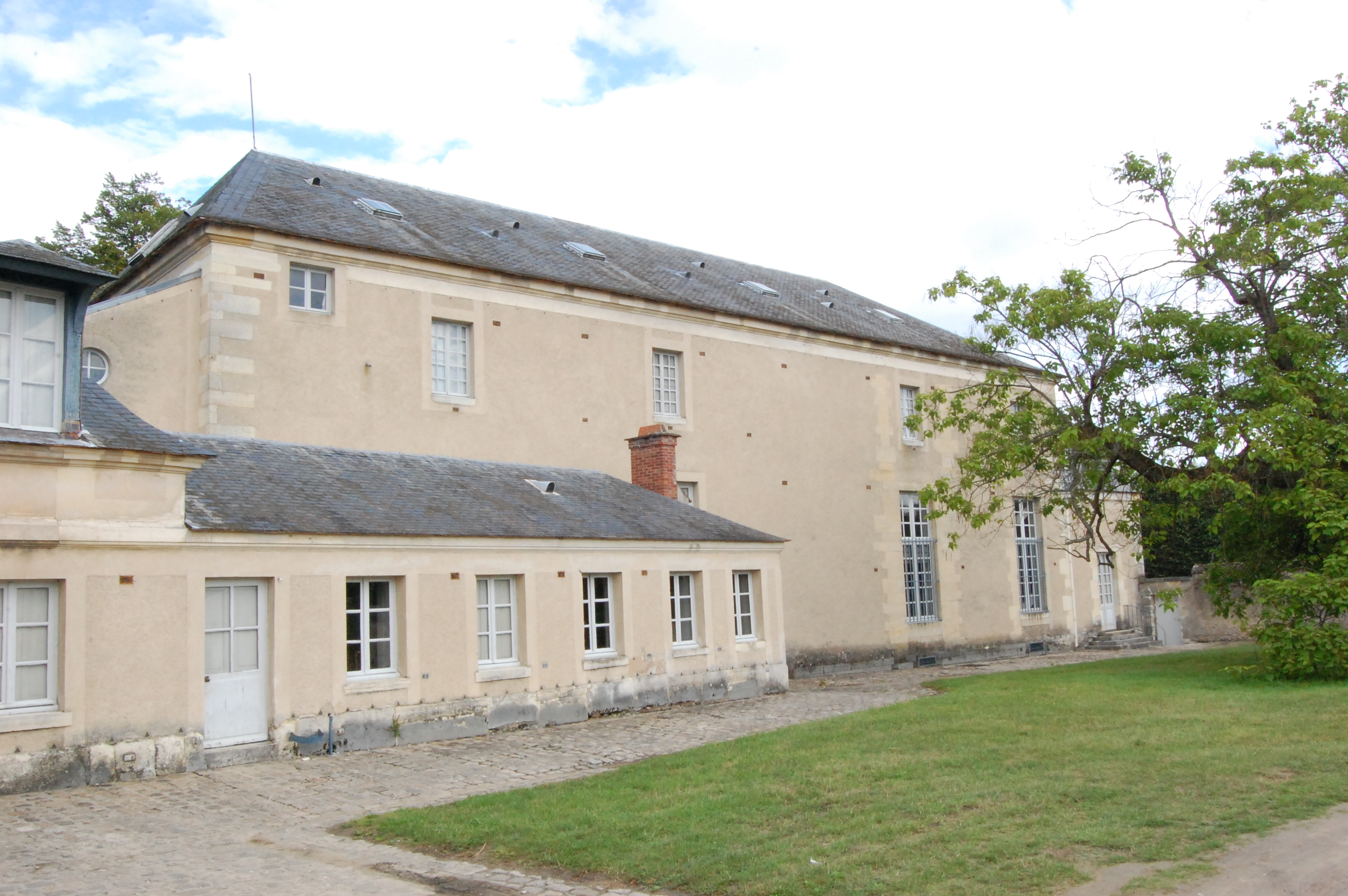
Retro del teatro
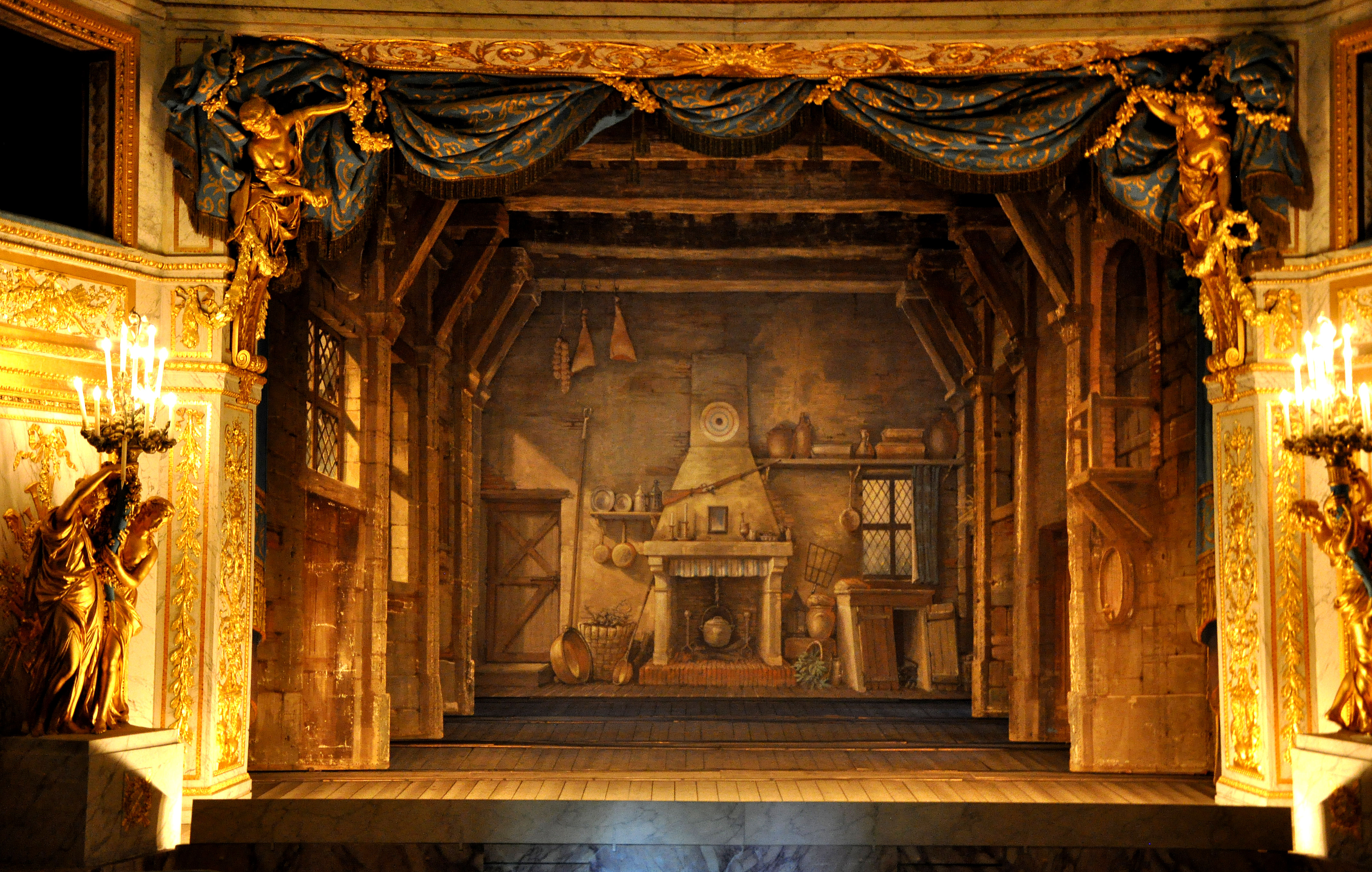
Decorazione della scena
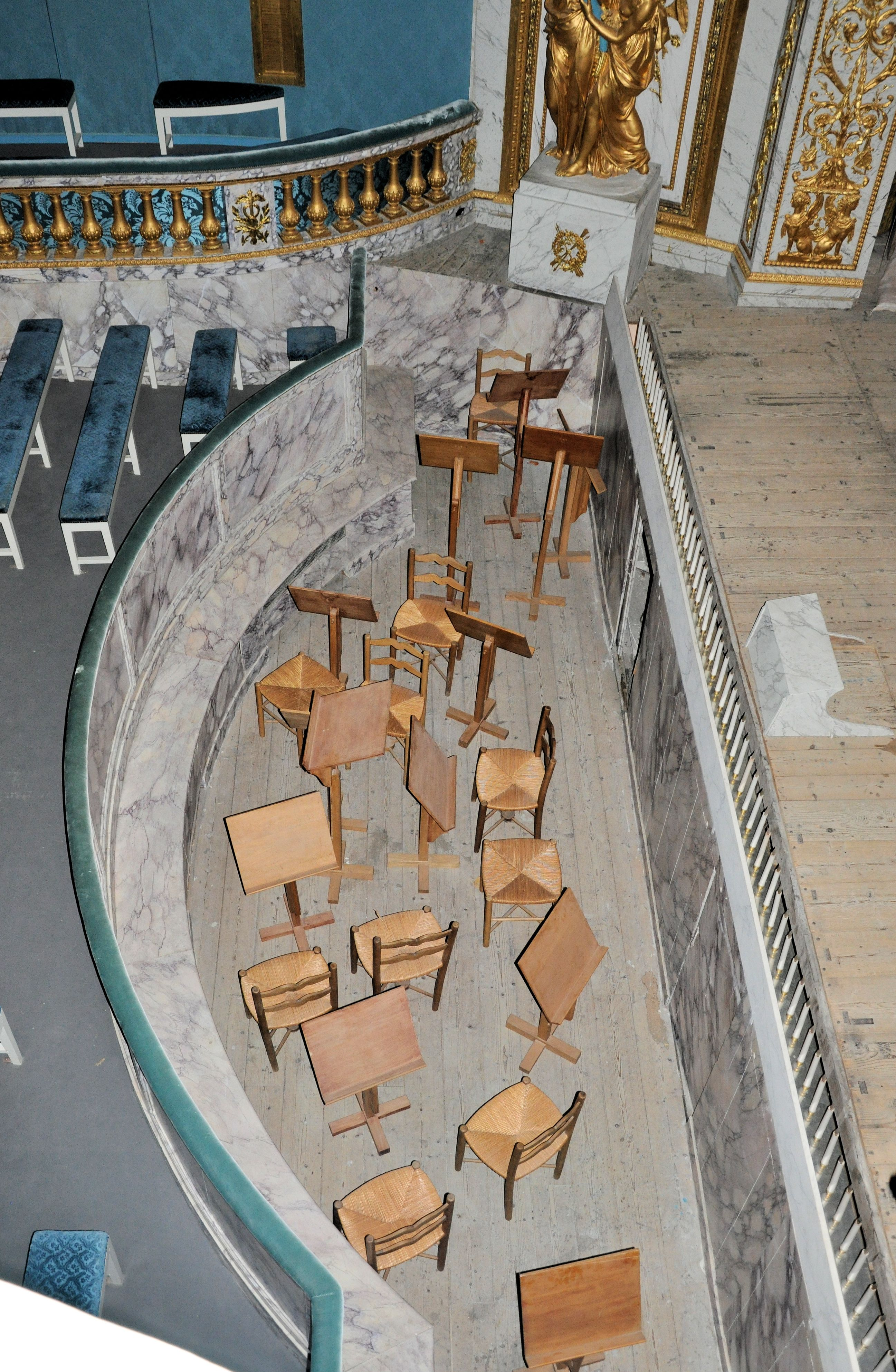
Buca dell'orchestra
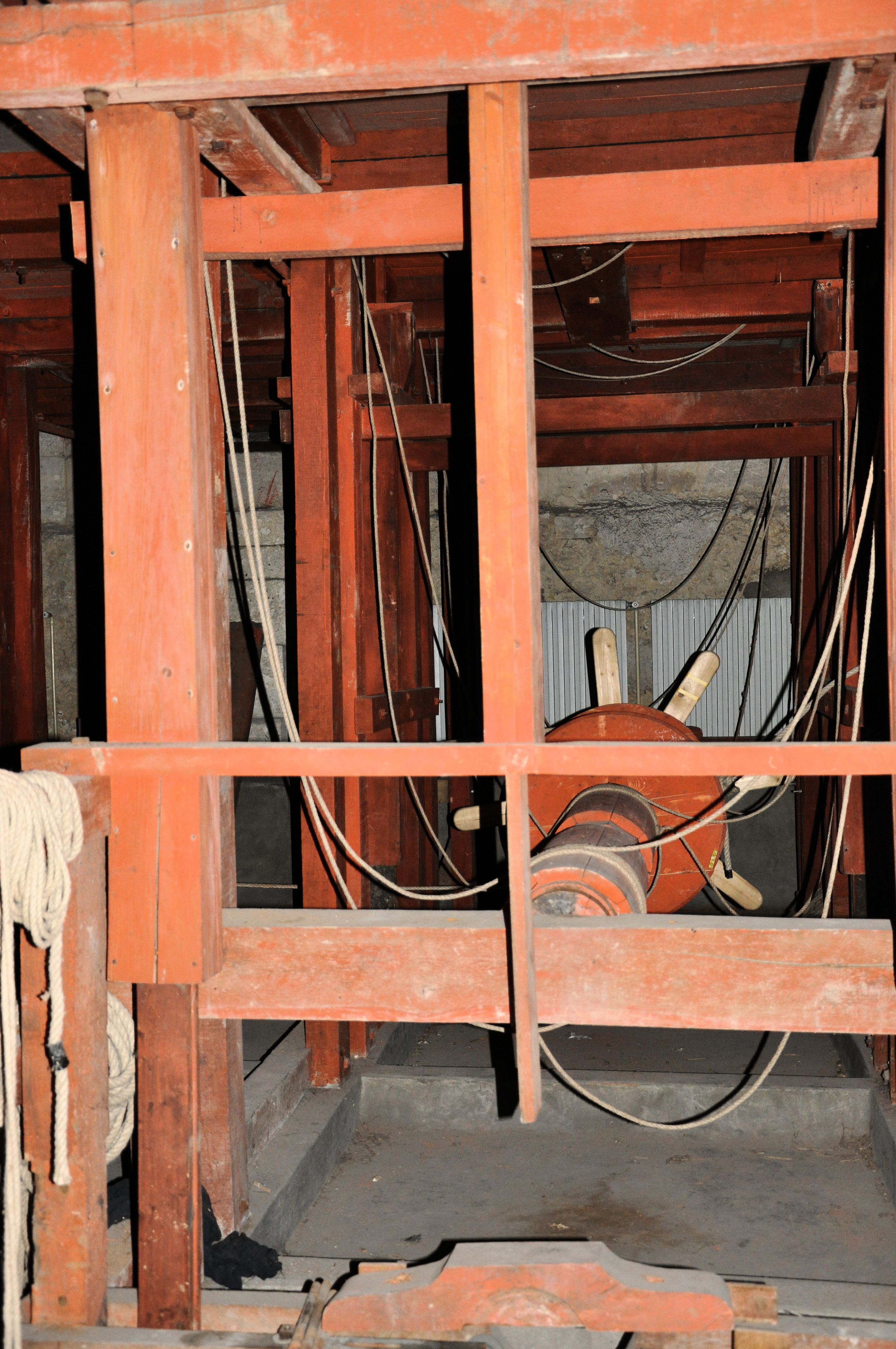
Sottopalco
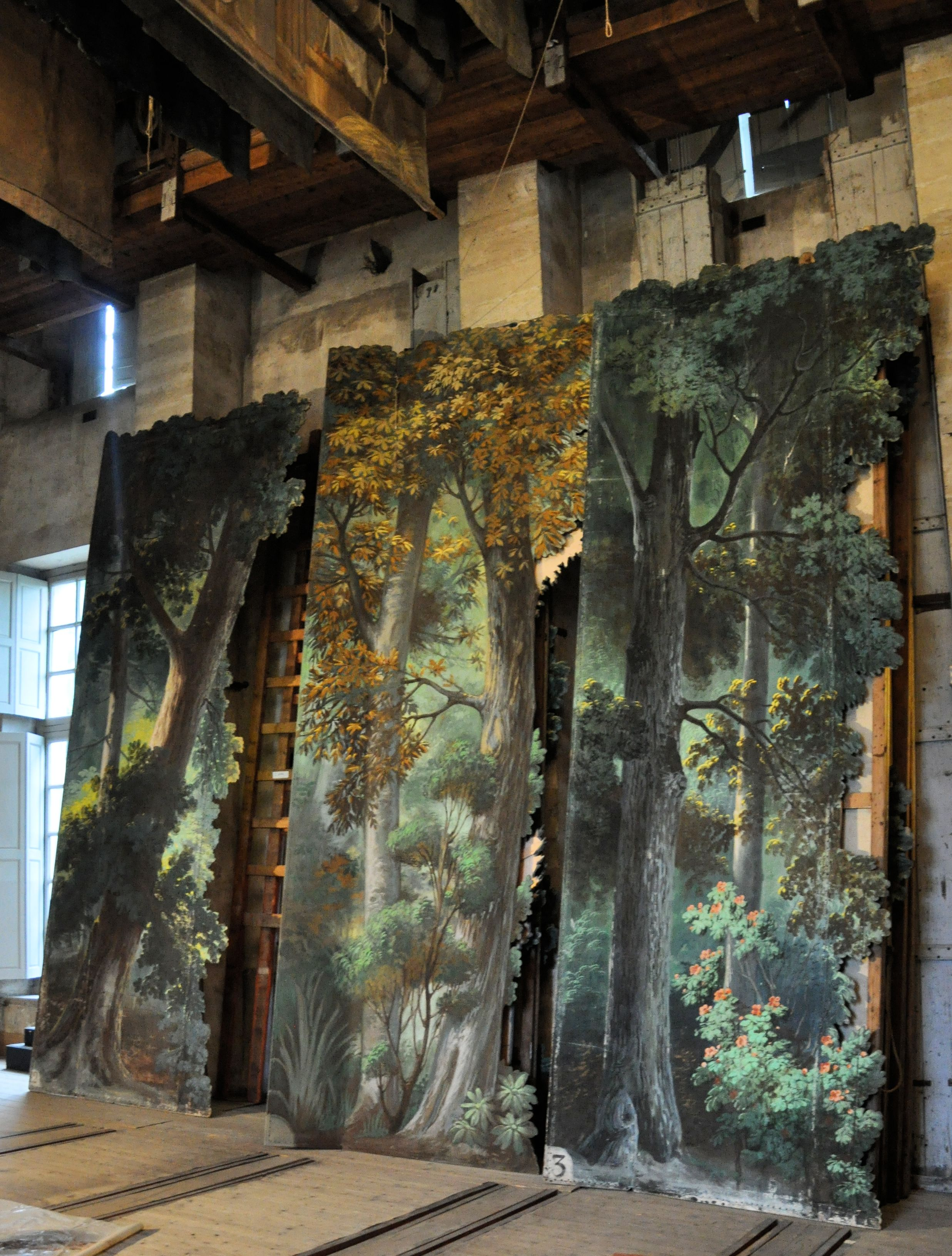
Decorazioni
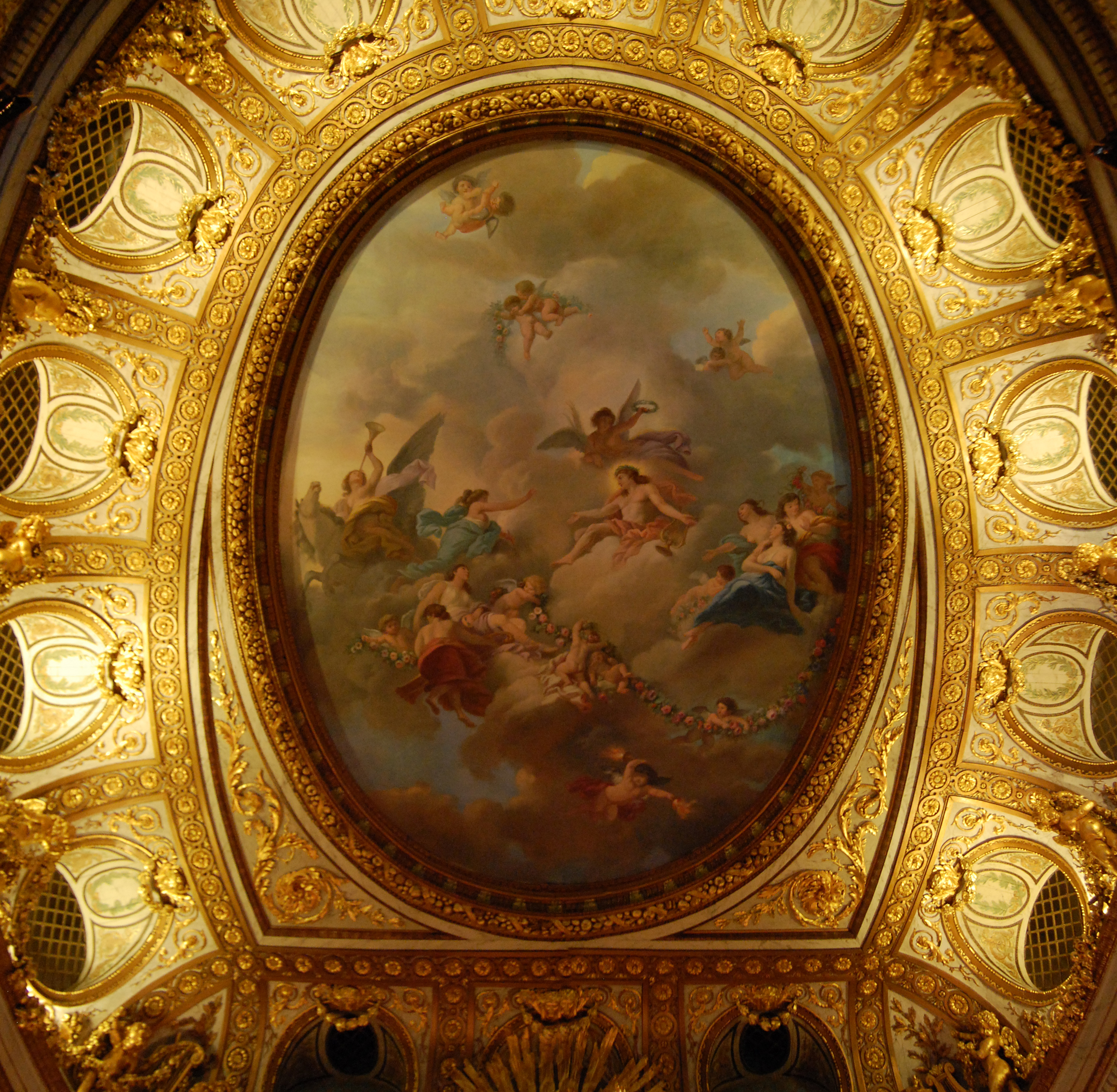
Soffitto (da Lagrenée)